# Тополина вулиця (Житомир)
Тополина вулиця — вулиця в Богунському районі міста Житомир.
Годонім, пов'язаний з органічним світом; назва походить від дерева тополя.

## Розташування
Бере початок від вулиці Клима Поліщука, прямує на південь, до потрійного перехрестя з вулицями Миру та Радищева на березі річки Довжик.
Довжина вулиці — 200 метрів.

## Історія
Попередня назва — вулиця Фрунзе. Відповідно до розпорядження Житомирського міського голови від 19 лютого 2016 року № 112 «Про перейменування топонімічних об'єктів та демонтаж пам'ятних знаків у м. Житомирі», перейменована на вулицю Тополину.
Під час узгодження перейменувань пропонувалось надати вулиці назву Коротка.